# Gino Giugni
Luigi (Gino) Giugni (ur. 1 sierpnia 1927 w Genui, zm. 4 października 2009 w Rzymie) – włoski polityk, prawnik i nauczyciel akademicki, parlamentarzysta krajowy, w latach 1993–1994 minister pracy i ochrony socjalnej.

## Życiorys
Z wykształcenia prawnik, studia ukończył w 1949, po czym kształcił się w Stanach Zjednoczonych. Praktykował jako adwokat. Współpracował z Włoską Konfederacją Pracowniczych Związków Zawodowych (CISL), koncernem Eni i państwowym holdingiem Istituto per la Ricostruzione Industriale. Od lat 60. był nauczycielem akademickim na Uniwersytecie w Bari, następnie na Uniwersytecie Rzymskim „La Sapienza” i na Uniwersytecie LUISS. Obejmował stanowiska profesorskie, specjalizując się w prawie pracy. Wykładał gościnnie na uczelniach we Francji, USA i Argentynie. Był założycielem periodyku „Giornale di diritto del lavoro e di relazioni industriali” i autorem licznych publikacji naukowych.
Był długoletnim działaczem Włoskiej Partii Socjalistycznej (PSI), od 1993 do 1994 pełnił honorową funkcję jej przewodniczącego. Między 1968 a 1974 z krótką przerwą kierował biurem legislacyjnym ministerstwa pracy. Był głównym autorem uchwalonego w 1970 podstawowego aktu prawnego z zakresu prawa pracy. Od 1974 do 1983 zasiadał w Krajowej Radzie Gospodarki i Pracy (CNEL). W 1983 został postrzelony w ataku terrorystycznym, do którego przeprowadzenia przyznały się Czerwone Brygady.
W latach 1983–1994 był członkiem Senatu IX, X i XI kadencji. Od kwietnia 1993 do maja 1994 sprawował urząd ministra pracy i ochrony socjalnej w rządzie Carla Azeglia Ciampiego. W latach 1994–1996 zasiadał w Izbie Deputowanych XII kadencji. Później do 2002 przewodniczył komisji zajmującej się zagwarantowaniem prawa do strajku w sektorze publicznym.
Od 1989 był członkiem Academia Europaea. Otrzymał tytuły doktora honoris causa uniwersytetów w Nanterre, Buenos Aires i Sewilli. Odznaczony Orderem Zasługi Republiki Włoskiej I klasy (1999).